# チャン・ドク
チャン・ドク（張 徳、朝鮮語: 장덕/張德、1961年4月21日 - 1990年2月4日）は、大韓民国の音楽プロデューサー、作詞家、作曲家、シンガーソングライター。
韓国音楽著作権協会には計136作品が登録されている。兄は歌手のチャン・ヒョン。

## 経歴
チェリストの父と画家の母のもとに生まれた。中学生の時に『少女と街路灯』を作曲した。また10代のころから兄のチャン・ヒョンとともに『ヒョニとドギ』を結成して活動するなど、音楽界映画界で非常に多種多様な活動を行なった。1989年に兄が舌癌を患い、その看護を行なった。
このころ不眠症とうつ病を患っていた。1990年、自宅にて薬を過剰摂取したことが原因となり死亡（自殺という説もあり）、享年30。